# Nouart
Nouart és un municipi francès situat al departament de les Ardenes i a la regió del Gran Est. L'any 2007 tenia 143 habitants.

## Demografia

### Població
El 2007 la població de fet de Nouart era de 143 persones. Hi havia 64 famílies de les quals 16 eren unipersonals (8 homes vivint sols i 8 dones vivint soles), 28 parelles sense fills i 20 parelles amb fills.
La població ha evolucionat segons el següent gràfic:
Habitants censats

### Habitatges
El 2007 hi havia 102 habitatges, 64 eren l'habitatge principal de la família, 23 eren segones residències i 15 estaven desocupats. 99 eren cases i 4 eren apartaments. Dels 64 habitatges principals, 53 estaven ocupats pels seus propietaris i 11 estaven llogats i ocupats pels llogaters; 7 tenien dues cambres, 15 en tenien tres, 22 en tenien quatre i 21 en tenien cinc o més. 51 habitatges disposaven pel capbaix d'una plaça de pàrquing. A 31 habitatges hi havia un automòbil i a 25 n'hi havia dos o més.

### Piràmide de població
La piràmide de població per edats i sexe el 2009 era:
| Homes | Edats   | Dones |
| ----- | ------- | ----- |
| 0     | 95 o +  | 0     |
| 0     | 90 a 94 | 0     |
| 0     | 85 a 89 | 0     |
| 0     | 80 a 84 | 8     |
| 0     | 75 a 79 | 0     |
| 0     | 70 a 74 | 0     |
| 8     | 65 a 69 | 8     |
| 8     | 60 a 64 | 8     |
| 0     | 55 a 59 | 4     |
| 0     | 50 a 54 | 4     |
| 8     | 45 a 49 | 4     |
| 4     | 40 a 44 | 8     |
| 4     | 35 a 39 | 0     |
| 8     | 30 a 34 | 4     |
| 8     | 25 a 29 | 4     |
| 4     | 20 a 24 | 0     |
| 0     | 15 a 19 | 0     |
| 8     | 10 a 14 | 4     |
| 12    | 5 a 9   | 0     |
| 0     | 0 a 4   | 12    |

## Economia
El 2007 la població en edat de treballar era de 81 persones, 49 eren actives i 32 eren inactives. De les 49 persones actives 41 estaven ocupades (26 homes i 15 dones) i 8 estaven aturades (6 homes i 2 dones). De les 32 persones inactives 12 estaven jubilades, 3 estaven estudiant i 17 estaven classificades com a «altres inactius».

### Ingressos
El 2009 a Nouart hi havia 66 unitats fiscals que integraven 137 persones, la mediana anual d'ingressos fiscals per persona era de 13.657 €.

### Activitats econòmiques
Dels 4  establiments que hi havia el 2007, 1 era d'una empresa alimentària, 2 d'empreses de construcció i 1 d'una empresa d'hostatgeria i restauració.
Dels 2 establiments de servei als particulars que hi havia el 2009, 1 era un paleta i 1 lampisteria.
L'únic establiment comercial que hi havia el 2009 era una fleca.
L'any 2000 a Nouart hi havia 9 explotacions agrícoles que ocupaven un total de 678 hectàrees.

## Poblacions més properes
El següent diagrama mostra les poblacions més properes.